# Bowls de fútbol americano universitario de la NCAA de la temporada 2020
Los Bowls de fútbol americano universitario de la NCAA de la temporada 2020 son los bowls oficialmente aprobados por la NCAA que se disputan en diciembre de 2020 y enero de 2021 entre aquellos equipos de fútbol americano universitario de la "Football Bowl Subdivisión" (FBS) de la División I de la NCAA que han sido invitados a participar en cada bowl. 
En la temporada 2020 son 25 partidos, además del College Football Championship Game, que no es propiamente un bowl, sino el partido final del campeonato nacional.
Dos de los 27 bowls acogen las semifinales del College Football Playoff. En la temporada 2020 son el Rose Bowl y el Sugar Bowl:
| Fecha       | Bowl       | Equipo               | Equipo                    | Resultado |
| ----------- | ---------- | -------------------- | ------------------------- | --------- |
| 1 Ene. 2021 | Rose Bowl  | Alabama Crimson Tide | Notre Dame Fighting Irish | 31-14     |
| 1 Ene. 2021 | Sugar Bowl | Clemson Tigers       | Ohio State Buckeyes       | 28-49     |

Los otros cuatro partidos que junto a estos dos conforman el denominado New Year's Six son:
| Fecha        | Bowl        | Equipo              | Equipo                   | Resultado |
| ------------ | ----------- | ------------------- | ------------------------ | --------- |
| 30 Dic. 2020 | Cotton Bowl | Oklahoma Sooners    | Florida Gators           | 55-20     |
| 1 Ene. 2021  | Peach Bowl  | Cincinnati Bearcats | Georgia Bulldogs         | 21-24     |
| 2 Ene. 2021  | Fiesta Bowl | Oregon Ducks        | Iowa State Cyclones      | 17-34     |
| 2 Ene. 2021  | Orange Bowl | Texas A&M Aggies    | North Carolina Tar Heels | 41-27     |

Los otros son:
| Fecha        | Bowl                     | Equipo                         | Equipo                        | Resultado  |
| ------------ | ------------------------ | ------------------------------ | ----------------------------- | ---------- |
| 21 Dic. 2020 | Myrtle Beach Bowl        | Appalachian State Mountaineers | North Texas Mean Green        | 56-28      |
| 22 Dic. 2020 | Famous Idaho Potato Bowl | Tulane Green Wave              | Nevada Wolf Pack              | 27-38      |
| 22 Dic. 2020 | Boca Raton Bowl          | UCF Knights                    | BYU Cougars                   | 23-49      |
| 23 Dic. 2020 | New Orleans Bowl         | Louisiana Tech Bulldogs        | Georgia Southern Eagles       | 3-38       |
| 23 Dic. 2020 | Montgomery Bowl          | Memphis Tigers                 | Florida Atlantic Owls         | 25-10      |
| 24 Dic. 2020 | New Mexico Bowl          | Hawaii Rainbow Warriors        | Houston Cougars               | 28-14      |
| 25 Dic. 2020 | Camellia Bowl            | Marshall Thundering Herd       | Buffalo Bulls                 | 10-17      |
| 26 Dic. 2020 | First Responder Bowl     | Louisiana Ragin' Cajuns        | UTSA Roadrunners              | 31-24      |
| 26 Dic. 2020 | LendingTree Bowl         | Western Kentucky Hilltoppers   | Georgia State Panthers        | 21-39      |
| 26 Dic. 2020 | Cure Bowl                | Liberty Flames                 | Coastal Carolina Chanticleers | 37-34 (TS) |
| 29 Dic. 2020 | Cheez-It Bowl            | Oklahoma State Cowboys         | Miami Hurricanes              | 37-34      |
| 29 Dic. 2020 | Alamo Bowl               | Texas Longhorns                | Colorado Buffaloes            | 55-23      |
| 30 Dic. 2020 | Duke's Mayo Bowl         | Wake Forest Demon Deacons      | Wisconsin Badgers             | 28-42      |
| 31 Dic. 2020 | Armed Forces Bowl        | Tulsa Golden Hurricane         | Mississippi State Bulldogs    | 26-28      |
| 31 Dic. 2020 | Arizona Bowl             | Ball State Cardinals           | San Jose State Spartans       | 34-13      |
| 31 Dic. 2020 | Liberty Bowl             | West Virginia Mountaineers     | Army Black Knights            | 24-21      |
| 1 Ene. 2021  | Citrus Bowl              | Auburn Tigers                  | Northwestern Wildcats         | 19-35      |
| 2 Ene. 2021  | Gator Bowl               | NC State Wolfpack              | Kentucky Wildcats             | 21-23      |
| 2 Ene. 2021  | Outback Bowl             | Ole Miss Rebels                | Indiana Hoosiers              | 26-20      |

- Esta obra contiene una traducción  derivada de «2020–21 NCAA football bowl games» de Wikipedia en inglés, publicada por sus editores bajo la Licencia de documentación libre de GNU y la Licencia Creative Commons Atribución-CompartirIgual 4.0 Internacional.

- Datos: Q104417472
- Multimedia: 2020–21 NCAA football bowl games / Q104417472